# Buccinum inexhaustum
Buccinum inexhaustum är en snäckart som beskrevs av Verkruzen 1878. Buccinum inexhaustum ingår i släktet Buccinum och familjen valthornssnäckor. Inga underarter finns listade i Catalogue of Life.